# Rolnictwo w Ghanie

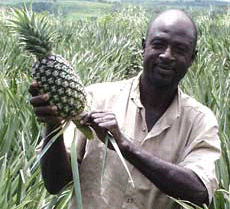
Rolnik ghański z ananasem

Rolnictwo w Ghanie – gałąź gospodarki odgrywająca dużą rolę w Ghanie (w 2010 dawało 29,9% PKB). Uprawa roślin przemysłowych i kakaowca stanowi ważne źródło walut obcych. Hodowla zwierząt ma znacznie mniejsze znaczenie niż uprawa roślin jadalnych.

## Czynniki fizycznogeograficzne

### Agroklimat

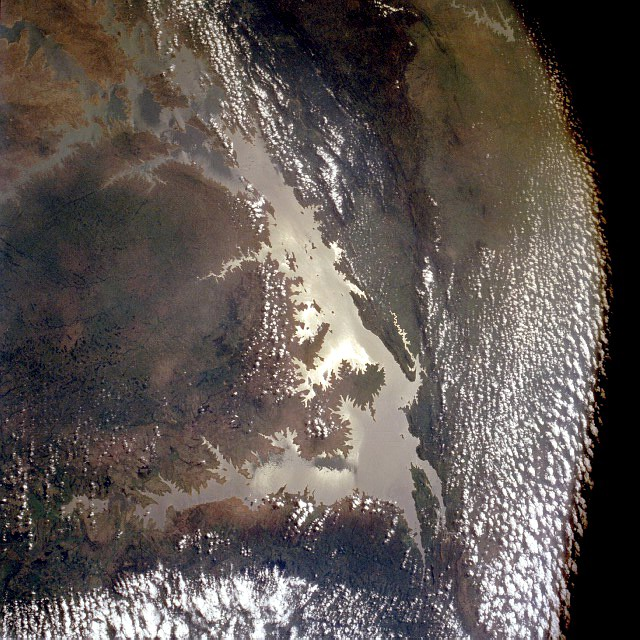
Zbiornik Wolta widziany z kosmosu

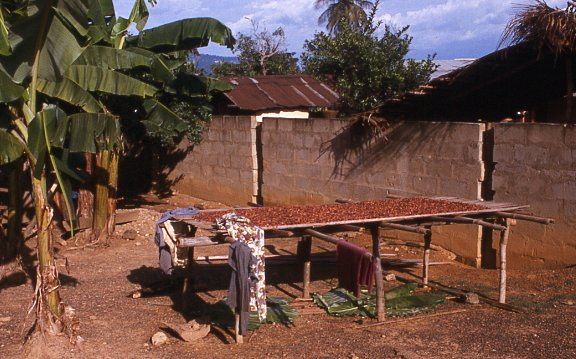
Suszenie ziaren kakaowca (widoczna czerwona barwa gleby)

Ghana leży nad Zatoką Gwinejską, w obszarze monsunowym. Średnia temperatura powietrza najchłodniejszego miesiąca (stycznia) wynosi ponad 20 °C, natomiast najcieplejszego (lipca) ponad 25 °C. Powoduje to, że okres wegetacyjny trwa cały rok. Temperatura minimalna nie spada poniżej 10 °C, natomiast maksymalna jest nie wyższa niż 40 °C. Wysoka temperatura w połączeniu z dużym nasłonecznieniem stwarza  korzystne warunki do rozwoju biomasy. 
Wilgotność względna latem jest bardzo wysoka. Opady są wysokie, szczególnie latem, natomiast zimy są bardziej suche. Opady w Zachodniej Afryce mają jednak charakter ulew, które są niekorzystne dla rolnictwa. Opadom zazwyczaj towarzyszą burze i wiatr. 
Zbiornik Wolta wpływa na złagodzenie klimatu.

### Gleby
W Ghanie występują gleby bogate w żelazo od czerwono-żółtych na południowym zachodzie po czerwonobrunatne i czerwone gleby ferralitowe w kotlinie Wolty. 
Gleby czerwone są zazwyczaj kwaśne, ciężkie i mają niską bonitację. Humus jest niemalże w całości mineralizowany, stąd uprawa rolnicza wymaga intensywnego nawożenia. Najlepsze gleby ferralitowe mają 2-3% humusu. Gleby te podczas pory suchej tworzą twardą skorupę. Gleby czerwonobrunatne mają odczyn kwaśny, zbliżony do obojętnego, a lokalnie nawet lekko alkaliczny. Ich właściwości są zbliżone do czerwono-burych i burych. Gleby te nadają się pod uprawę nawet roślin po odpowiednim nawożeniu i – w razie potrzeby – irygacji. Warunki glebowe są porównywalne z warunkami glebowymi w Europie Środkowej.

### Hydrologia
Ghana leży w dolinie Wolty, a znajdujący się na niej sztuczny zbiornik Wolta zajmuje znaczną część kraju. W pasie wybrzeża występują bagna. Niemal ⅓ kraju jest porośnięta lasami.
Oprócz tego Ghana posiada dość dużą liczbę rzek pobrzeża. Poziom wód wykazuje znaczne wahania sezonowe.

## Czynniki pozaprzyrodnicze

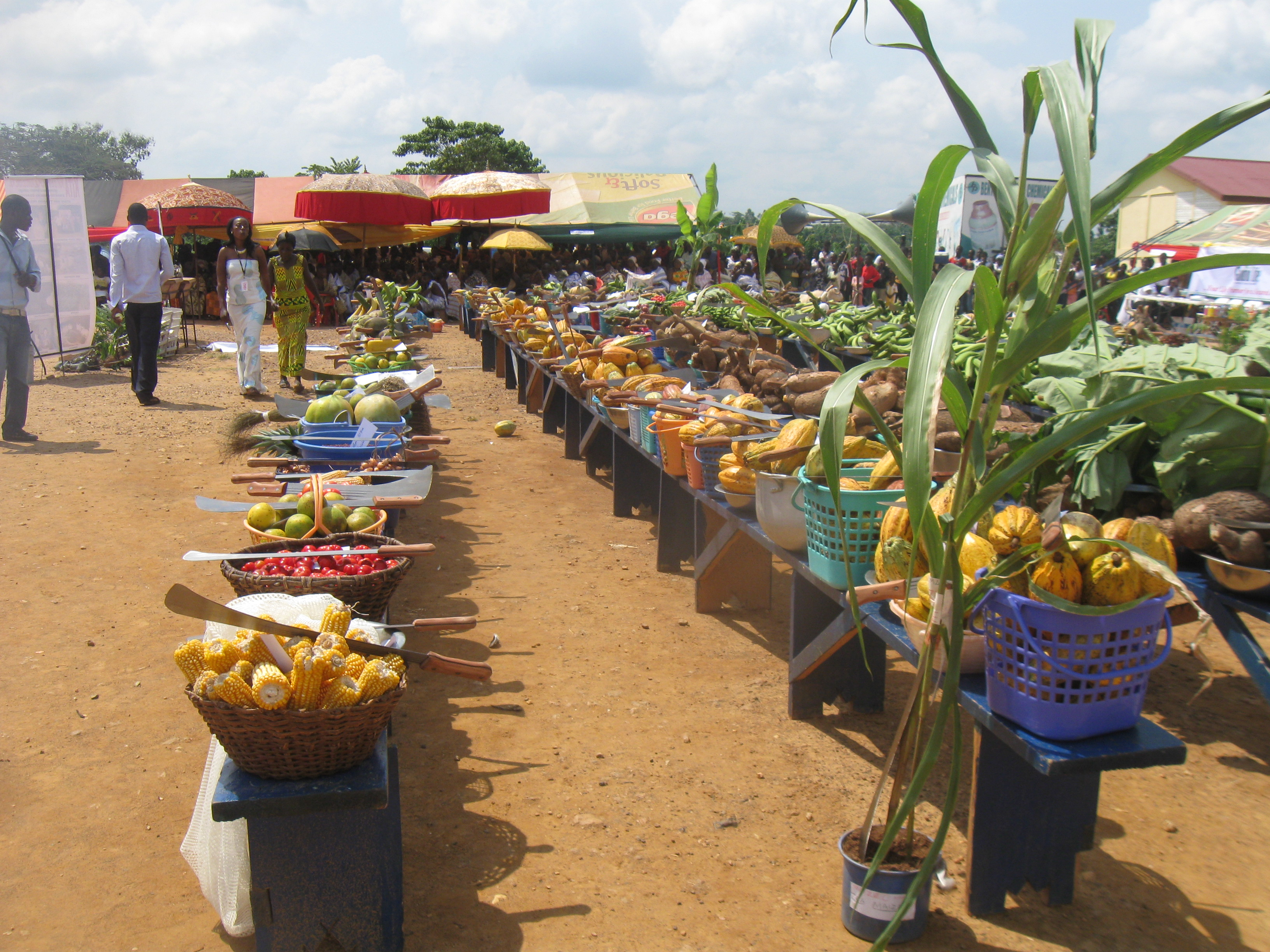
Targi rolnicze w regionie Ashanti

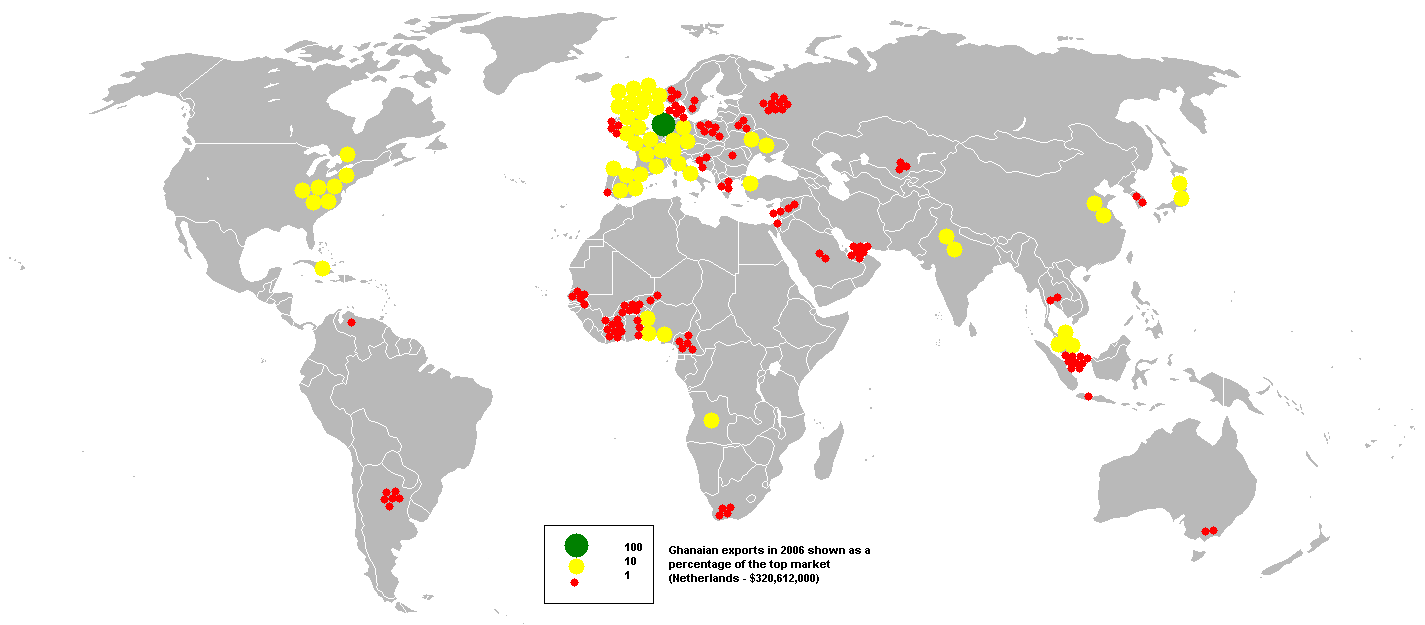
Eksport Ghany w 2006 roku

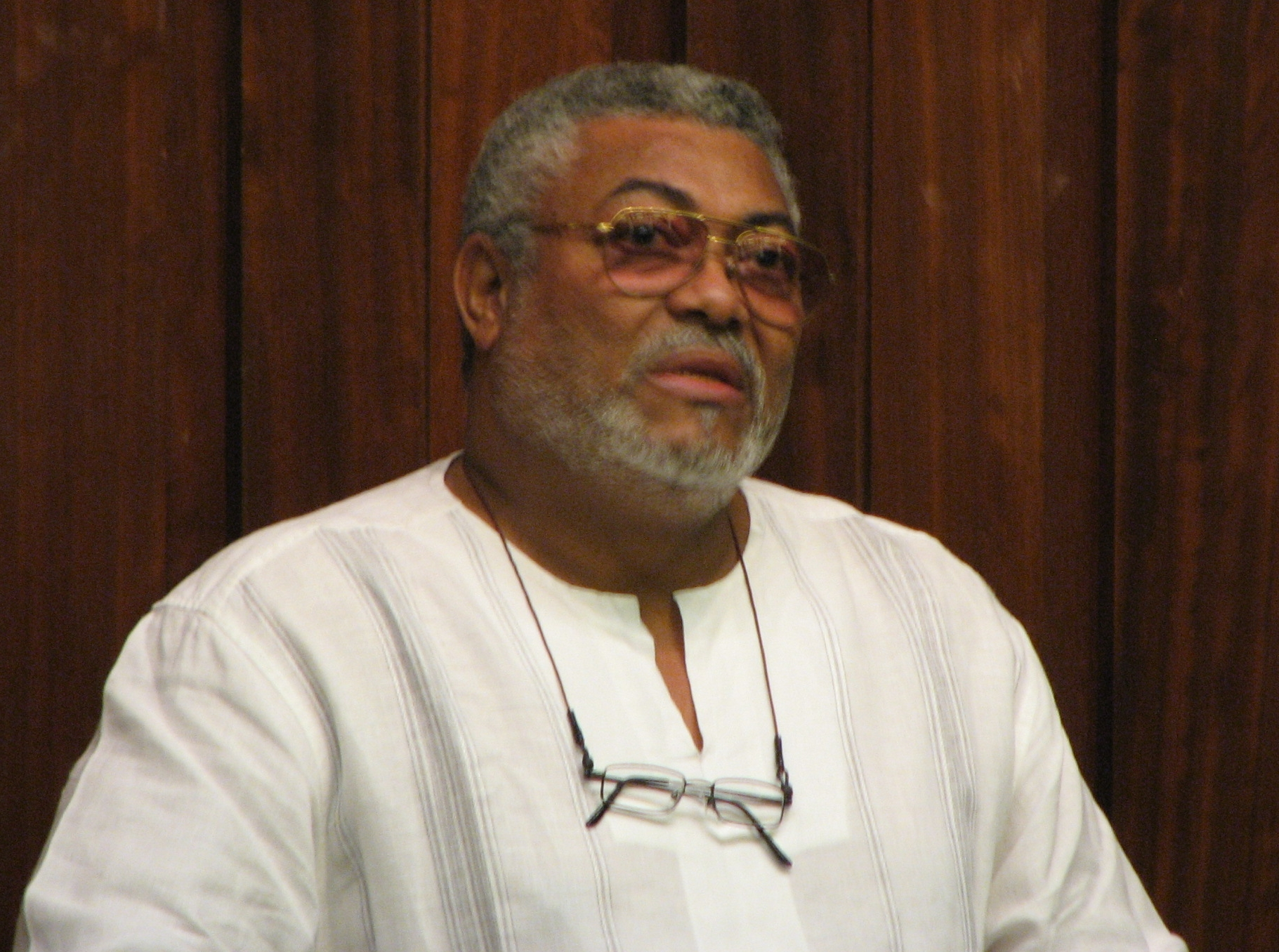
Jerry John Rawlings, były prezydent Ghany, twórca reformy rolnej w latach 80. i 90.

### Poziom rozwoju społeczno-ekonomicznego
Poziom rozwoju społeczno-ekonomicznego Ghany na tle Afryki Zachodniej jest dość wysoki. Ghana jest krajem demokratycznym o dużej wolności gospodarczej, wolnym i otwartym społeczeństwem. Państwo dobrze rozwija się pod względem ekonomicznym. 
Zużycie nawozów jest duże, jednakże ze względu na rozdrobnienie rolnictwa mechanizacja rolnictwa jest niska. 
Rolnictwo, według danych ghańskiego ministerstwa finansów i planowania ekonomicznego, wytwarzało w 2008 roku 31,0% PKB.

### Urbanizacja i uprzemysłowienie
ludność wiejska
     ludność miejska

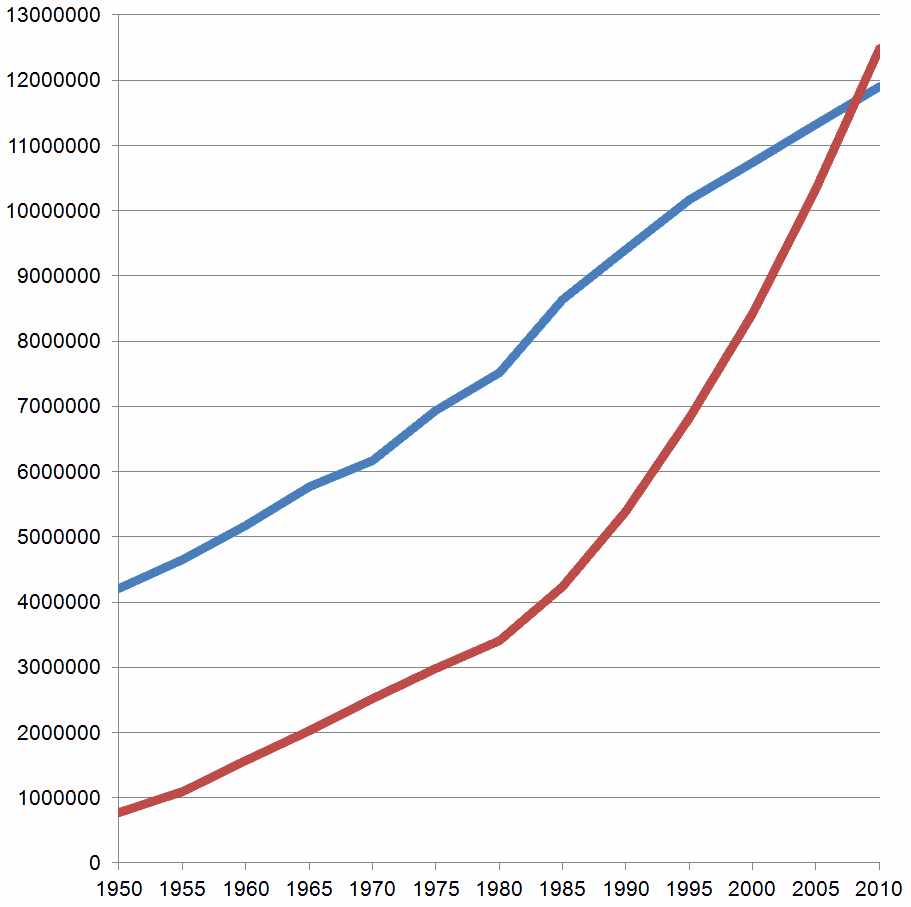
Dynamika populacji wiejskiej i miejskiej Ghany: w połowie lat 80. nastąpił okres przyśpieszonej urbanizacji.
Legenda:
ludność wiejska
ludność miejska

Ze względu na niskie uprzemysłowienie rolnictwo jest istotnym działem ghańskiej gospodarki.
W latach 60. XX wieku w Ghanie nastąpił znaczny rozwój przemysłu ciężkiego. Koniunktura załamała się jednak na początku lat 80. i spowodowało to powrót ludności do rolnictwa. W połowie lat osiemdziesiątych przemysł w Ghanie został zrestrukturyzowany i zaczął się ponownie rozwijać, co powoduje stopniowe odchodzenie od rolnictwa.

### Agropolityka
Od początku historii rolnictwa na obszarach obecnej Ghany popularne było tworzenie nieformalnych grup rolników nazywanych nnoba, przypominających współczesne spółdzielnie, w których rolnicy pomagali sobie wzajemnie. Brak jest dobrze zachowanych źródeł sprzed okresu kolonialnego, ale uważa się, że tworzenie formalnych wspólnot nastąpiło dopiero w tamtym czasie. Miało to związek z gospodarką plantacyjną. Dzięki zorganizowaniu wspólnej pracy kolonizatorom łatwiej było ją nadzorować i wprowadzać techniki produkcyjne, a potem koordynować eksport na europejski rynek. Wspólnoty te zaczęto tworzyć w latach 20. XX w. wykorzystując modele nawiązujące do socjalizmu, gdyż uważano, że znany z europejskiego modelu indywidualizm nie jest w tych warunkach korzystny. Ponadto był to mechanizm, przy pomocy którego kolonizatorzy próbowali zacierać różnice plemienne.
Model wspólnotowy szybko zdominował uprawę kakaowca i produkcję kakao. W latach 50. XX wieku zaś rozszerzył się na kolejne uprawy: ryżu, kukurydzy, orzeszków ziemnych i pomidorów. Został on przejęty przez nowe władze po uzyskaniu niepodległości i nadal jedną z jego funkcji, prócz czysto produkcyjnych, była rola społeczna. W 1960 roku udział wspólnot w produkcji kakao osiągnął 40%, jednak już rok później majątek wspólnot został znacjonalizowany. W okresie rządów socjalistycznych tworzone były państwowe gospodarstwa rolne, które zostały rozwiązane po upadku Kwame Nkrumaha w późniejszych latach sześćdziesiątych. Po tym okresie część wspólnot reaktywowano, jednak mimo zachęt kolejnych rządów, przez kilkadziesiąt lat nie odzyskały one poprzedniego znaczenia.
Na początku lat osiemdziesiątych gospodarka Ghany była bardzo w złej kondycji. Susza w 1983 spowodowała groźbę głodu. W 1984 prezydent Jerry John Rawlings rozpoczął reformę gospodarczą, która miała pobudzić gospodarkę. Głównym założeniem tej reformy była modernizacja rolnictwa, szczególnie plantacyjnego. Reforma ta spowodowała, że w ciągu kilku lat ghańskie rolnictwo z prymitywnego i jedynie samowystarczalnego stało się przemysłowe. Wolny rynek spowodował zwiększenie zarówno dochodów producentów, jak i zwiększenie efektywności. Ogłoszony w 1991 plan rozwoju Ghany zakłada zwiększenie poziomu produkcji rolnictwa przy jednoczesnym zmniejszeniu zatrudnienia w tym sektorze.
W strukturze gospodarstw dominują gospodarstwa drobne indywidualne. Od lat 90. XX w. rządy podejmują próby kolejnej fali tworzenia wspólnot, na nieco odmiennych niż niegdyś warunkach. Rolnicy indywidualni zaczęli zakładać spółdzielnie rolnicze.
W XXI wieku rząd Ghany wpisał rozwój rolnictwa i redukcję ubóstwa w strategię krajową. Na rozwój rolnictwa i wychodzenie z ubóstwa duży wpływ mają również organizacje pozarządowe. Głównym sposobem pomocy rządowej jest świadczenie pomocy technicznej oraz pomoc w przechowywaniu (konserwacji) żywności, co jest bardzo ważne w klimacie tropikalnym. Kolejnym elementem reform jest niewielka zmiana produkcji (zwiększenie roli owoców). Taka agropolityka spowodowała, że zwiększyły się plony i zmniejszyło się niedożywienie.

## Produkcja

### Produkcja roślinna

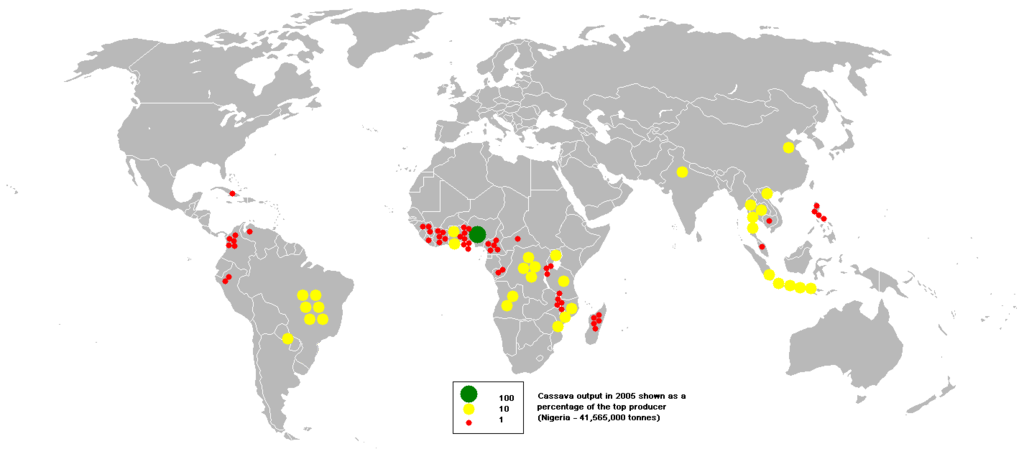
Produkcja manioku na świecie (2005)

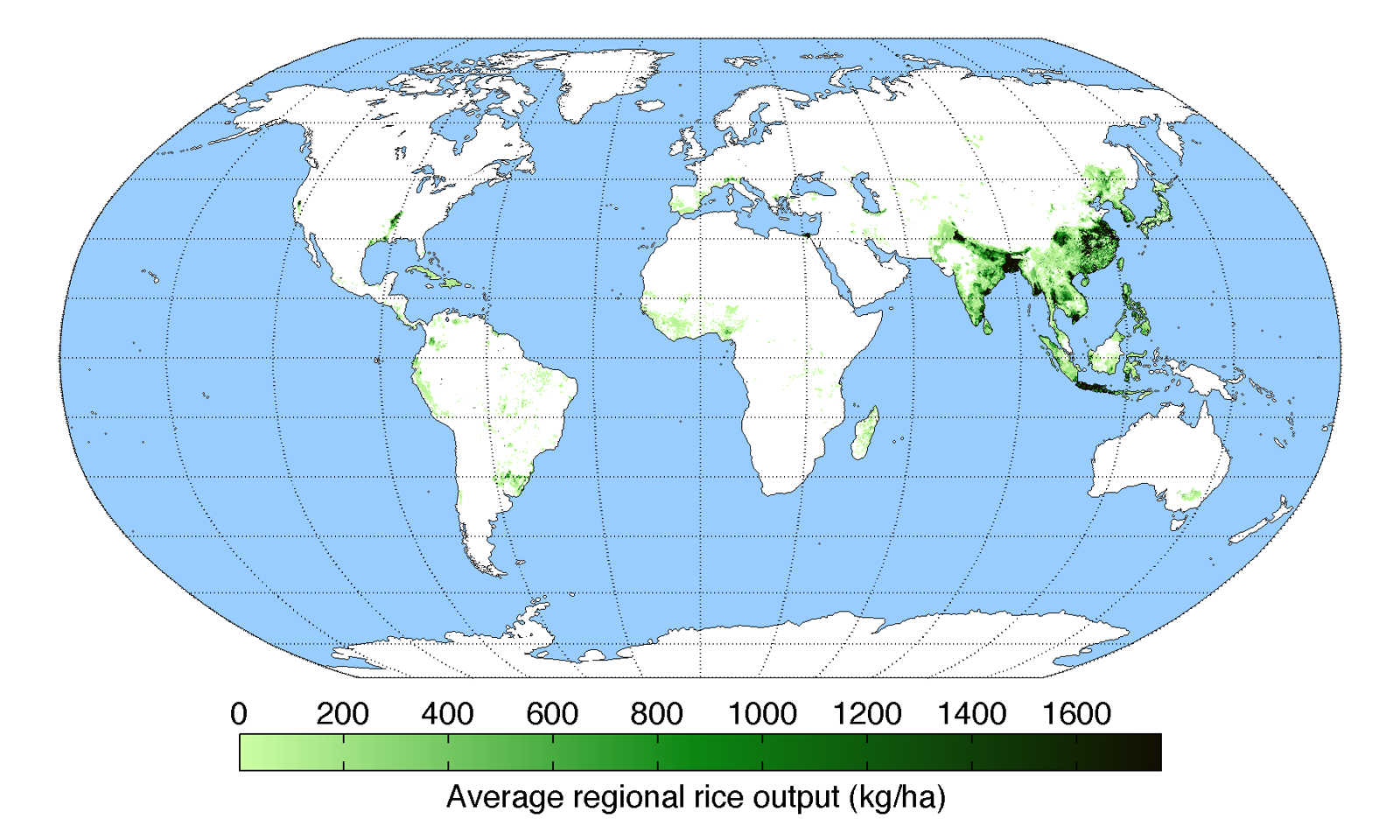
Plony ryżu na świecie (2000, przed zastosowaniem technologii Sawah w Afryce Zachodniej)

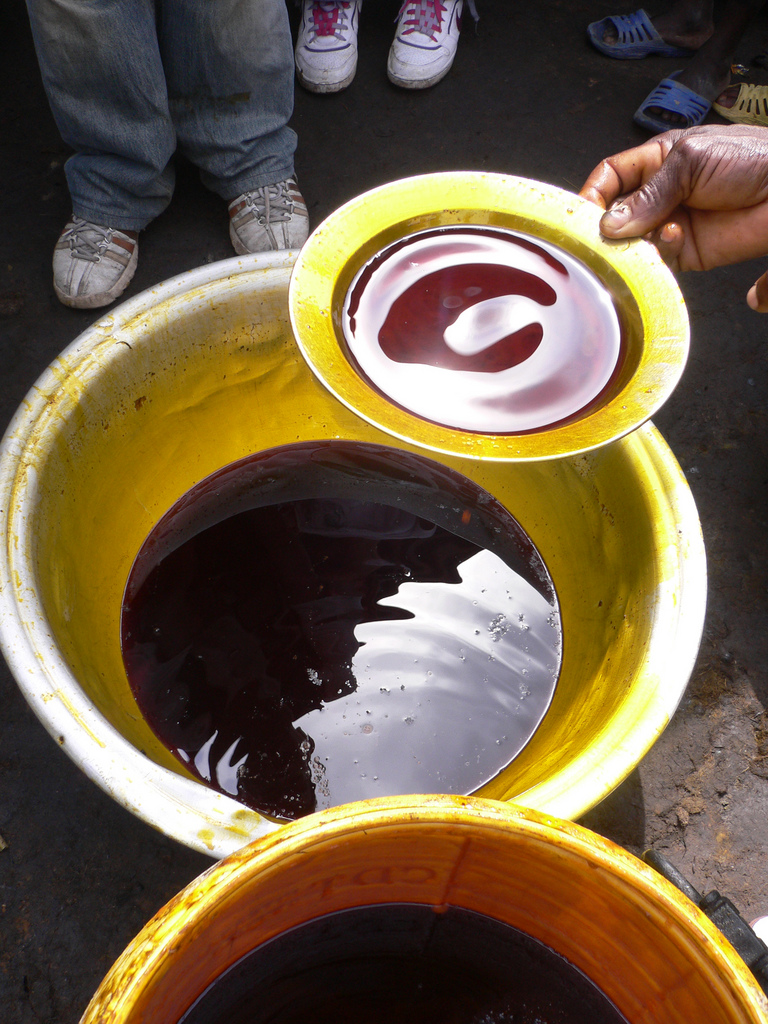
Rafinacja oleju palmowego

Podstawową wyżywienia w Ghanie są rośliny korzeniowe i zboża. Największymi uprawami są: jam (pochrzyn), maniok, kukurydza zwyczajna, proso i ryż. Na początku XXI wieku nieznaczny udział w gruntach ornych ma uprawa warzyw (głównie pomidorów) i owoców (głównie cytrusów), jednakże strategia ghańskiego rządu zakłada zwiększenie udziału upraw drzew owocowych.
Ghana jest czołowym producentem jamu. Roślina ta jest produkowana zarówno na rynek krajowy, jak i na eksport do państw ościennych. Najbardziej cenionymi przez Ghańczyków odmianami tej rośliny są pona i larebako. Uprawy pochrzynu w 2009 zajmowały 11,61% powierzchni upraw w tym kraju. Natomiast zbiory wyniosły 5,7 mln ton (57 mln kwintali). 30% z tego jest jednak używane do zasadzeń, przez co na rynek trafia 4 mln ton. Koszty uprawy wynoszą około 50% wartości zbiorów. Rozwój inżynierii rolnej powoduje, że można zmniejszyć ilość potrzebnego materiału siewnego, jednakże powoduje to zwiększenie kosztów uprawy.  
Istotna dla wyżywienia mieszkańców (24% udziału w 2007), szczególnie biednych, jest uprawa manioku. Ghana jest trzecim w Afryce producentem manioku. Maniok jest rośliną, która potrafi dostosować się do różnych warunków klimatycznych i glebowych, stąd może być uprawiana wszędzie, gdzie nie można uprawiać roślin mających wyższe wymagania, np. kukurydzy. Uprawa tej rośliny powoduje zmniejszenie ubóstwa w Ghanie, gdyż maniok jest intensywnie użytkowany w kuchni. Z korzenia (bulwy) wytwarza się mąkę, z której wyrabiane jest pieczywo, a liście są traktowane jako warzywo. 
Podstawowym zbożem uprawianym przez 93% rolników jest kukurydza zwyczajna. Produkcja kukurydzy jest jednak niska: zaledwie 259 kg na gospodarstwo (ok. 6 osób) rocznie. Potrawy z kukurydzy są jednak ważnym elementem diety mieszkańców Ghany. Najbardziej intensywna uprawa kukurydzy jest zlokalizowana w pasie od południa do zachodu kraju. W południowo-zachodniej części jest jednak rzadko uprawiana.
Uprawa ryżu w Ghanie zapewnia mniej niż połowę zapotrzebowania na to zboże. W 2004 zbiory ryżu wynosiły nieco mniej niż 240 tysięcy ton, natomiast zapotrzebowanie ok. 500 tysięcy. Ryż jest uprawiany głównie na terenach nizinnych. Dzięki pomocy rządu japońskiego i wprowadzeniu technologii Sawah, plony ryżu stale wzrastają: w 2009 wyniosły 5,4 t z ha przy ok. 1,2 t z ha w latach 60. Wzrasta ponadto jakość otrzymywanego ryżu.
Wśród roślin przemysłowych istotna jest uprawa: trzciny cukrowej, bawełny, kauczukowca i palmy oleistej. Ta ostatnia występuje w zasadzie tylko na wybrzeżu Zatoki Gwinejskiej. Rafinacja oleju palmowego odbywa się na miejscu, eksportowany jest produkt gotowy; prawie cała produkcja trafia na eksport.
Istotna dla gospodarki jest również uprawa kakaowca. W latach 90. uprawy tej rośliny zajmowały około 50% gruntów ornych i dawały zatrudnienie ok. 20% pracującym w całej gospodarce. Ghana jest, po Wybrzeżu Kości Słoniowej, drugim eksportem ziaren kakaowca. Ich eksport stanowi ważne źródło walut obcych.

### Produkcja zwierzęca
Produkcja zwierzęca w Ghanie spełnia mniejszą rolę niż produkcja roślinna. Największe pogłowie ma bydło zebu, hodowane w sposób "uczuciowy". Bydło to jest słabej jakości, gdyż liczy się tylko ich liczba. Krowy stanowią formę pieniądza. Ich posiadanie wiąże się z rangą społeczną. Zabicie takiego zwierzęcia jest uważane za szaleństwo, porównywalne z paleniem banknotów w państwach rozwiniętych. Chów bydła jest wysoce ekstensywny, rola rolnika ogranicza się w zasadzie do przepędzenia stad z jednego pastwiska na inne oraz budowy zagród do przepędzenia zwierząt na noc. Krowy nie dają praktycznie mleka (w porównaniu z europejskimi standardami). W okolicach dużych miast (Akra, Kumasi) oprócz zebu, czyli formy pochodzenia azjatyckiego, hodowane są krowy z miejscowych ras West Africa Short Horn, także n'dama oraz – najczęściej – sanga. Według badań nad wykorzystaniem bydła hodowanego w tradycyjny sposób, niezależnie od grupy etnicznej, prowadzonych w okolicach Akry w latach 90. XX w., wynika, że w takich warunkach dzienny udój to średnio 1,55 l na krowę, co – uwzględniając przeciętną wielkość stada (133 osobniki) i długość laktacji (8,5 miesiąca) – rocznie daje ok. 10 000 l na gospodarstwo. Dojenie następuje zwykle rano, a okres laktacji nie trwa cały rok, ale jedynie podczas okresu karmienia cieląt, które są dopuszczane do ssania mleka pozostawionego przez dojarzy. W tradycyjnej hodowli całe stada pasą się na wspólnych pastwiskach, więc krowy dające mleko nie są dodatkowo karmione. Dokarmianie cieląt produktami takimi jak otręby jest sporadyczne. W stadach utrzymywane są głównie krowy (około połowy pogłowia), mniej jest cieląt, jałówek itp., a najmniej dojrzałych byków (zwykle po kilka). Większość byczków jest kastrowana i tuczona. Nie są budowane obory, lecz otwarte zagrody (kraale), przy czym dla karmionych cieląt są wygradzane osobne.
Oprócz bydła hodowane są owce, kozy, trzoda chlewna i drób. Kozy i owce nie są przeznaczone do dojenia. 
Hodowla kóz znana jest w całym kraju, ale szczególnie częsta jest w dwóch pasach: wzdłuż wybrzeża Zatoki Gwinejskiej i w północnym pasie sawann. Kozy są hodowane dla mięsa uznawanego za przysmak, jak również ze względów kulturowych. Najpopularniejszą rasą jest West African Dwarf Goat (dosł. karłowata koza zachodnioafrykańska), ceniona ze względu na dużą płodność i krótki czas dorastania koźląt.

## Technika rolna
Pod koniec XX w. obok siebie stosowane były zarówno gospodarka ręczna (motykowa), jak i zmechanizowana (z użyciem ciągników). Wykorzystywanie zwierząt pociągowych (woły, byki) było natomiast sporadyczne. Duże znaczenie w organizacji i mechanizacji rolnictwa ma starszyzna wiejska.

## Problemy rolnictwa

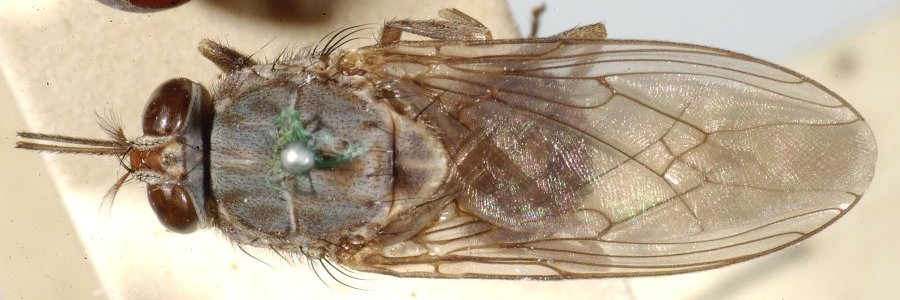
Mucha tse-tse

Głównym problemem rolnictwa w Ghanie są choroby przenoszone przez muchy tse-tse, które ograniczają liczebność stad. Istotnym problemem są wahania stanu wód i susze. Wielkim problemem jest też tropikalny klimat, który powoduje problemy z przechowaniem żywności.
Jako ograniczenie produkcji mlecznej podawane jest też przywiązanie do rodzimej rasy bydła (sanga), która jest mało wydajna pod względem mleczności, oraz brak wzbogacania karmy dla bydła o takie produkty jak bobowate czy wartościowe odpady przemysłu spożywczego, jak też warunki bytowania bydła, zwłaszcza cieląt, sprzyjające zapadaniu na choroby i inwazjom pasożytów. Problemem związanym z rolnictwem jest brak higieny udoju, przez co mleko może być źródłem zakażeń pokarmowych, zwłaszcza że ok. ⅓ hodowców nie zdaje sobie sprawy, że gotowanie mleka może zapobiegać zakażeniom. Zanieczyszczenie dotyczy również produktów roślinnych, gdyż woda używana do nawadniania upraw prawie nigdy nie jest oczyszczana. W większości warzyw dostępnych na rynkach głównych miast znajdowane są ślady pestycydów i zwykle są to ilości przekraczające normy. W ponad ¾ badanej sałaty znajdowany jest chlorpyrifos, a inne pestycydy (w tym lindan czy DDT) w ok. ⅛. Oprócz zanieczyszczeń chemicznych, warzywa są też powszechnie skażone ściekami sanitarnymi – jedynie ok. 30% z nich nie zawiera jaj pasożytów, a wszystkie badane warzywa są zanieczyszczone bakteriami kałowymi.